# Harmothoe campoglacialis
Harmothoe campoglacialis är en ringmaskart som beskrevs av Hilbig och Montiel 2000. Harmothoe campoglacialis ingår i släktet Harmothoe och familjen Polynoidae. Inga underarter finns listade i Catalogue of Life.